# Tìm vịt tím
Tìm vịt tím (tên khoa học: Chrysococcyx xanthorhynchus) là một loài chim trong họ Cuculidae.